# روفين مارغوليس
روفين مارغوليس (بالعبرية: ראובן מרגליות) (30 نوفمبر 1889 – 28 أغسطس 1971) كاتب إسرائيلي وعالم لاهوتي في التلمود وأمين مكتبة، وكانَ رئيساً مكتبة  رامبام. وأسس مكتبة ابن ميمون.
ألف العديد من الكتب المتنوعة في الموضوعات الدينية.
حصل على جائزة إسرائيل في الأدب الحاخامي في عام 1957.

## حياته
ولد في 1889 في ليمبرغ (اسمها الحالي لفيف) التي كانت جزءا من الإمبراطورية النمساوية المجرية، وهي الآن تقع في أوكرانيا. وتعلم التوراة على يد أبيه، ونمى حبه للقراءة بشكل مستقل. رُسِمَ حاخاماً في سن مبكرة على يد الحاخام مائير أريك، لكنه مع ذلك لم يقبل الوظيفة كحاخام. وكان ناشطاً في الحركة المزراحية.  وبعد وفاة زوجته، هاجر إلى إسرائيل في عام 1934 واستقر في تل أبيب. عمل مديرا لمكتبة رامبام في تل أبيب منذ هجرته وحتى وفاته.

## كتاباته
ألف مارغوليس أكثر من 55 كتابا في موضوعات يهودية. وكان يملك ذاكرة فوتوغرافية، وكان واسع الاطلاع على كل من التوراة والتلمود وتعليقاته والكابالاه. وأسس مكتبة رامبام.

## جوائز
- حصل على جائزة إسرائيل في الأدب الحاخامي في عام 1957.[5]